# Tuchfühlung
Tuchfühlung zu einer Person zu haben oder auf Tuchfühlung mit ihr zu sein, heißt so nahe bei ihr zu sein, dass sich die Kleidung – das Tuch – großflächig berührt, dass man ihren Körper leicht spürt. Beispielsweise werden die meisten Standardtänze auf Tuchfühlung der Partner getanzt, weder auf Abstand noch engumschlungen. Auf Tuchfühlung zu gehen, bedeutet entsprechend, sich einer Person bis auf minimalen Abstand zu nähern.
Der Begriff wird oft in übertragenem Sinn gebraucht. Man kann mit einer Gefahr auf Tuchfühlung sein, mit ihr in Kontakt sein. Bei Auto-Rennen können zwei Wagen auf Tuchfühlung fahren, dicht vor einer Berührung.